# Cordt Schmidt
Cordt Schmidt (* 17. März 1935 in Stralsund; † 7. November 2021) war ein deutscher Elektrochemiker und Hochschullehrer für Elektrochemie und Galvanotechnik. Er war von 1985 bis 2000 Professor an der Technischen Hochschule/Universität Ilmenau und von 1985 bis 1990 Prorektor.

## Leben
Corst Schmidt studierte in den Jahren 1956–1961 Elektrotechnik mit der Spezialisierung Elektrochemie und Galvanotechnik an der Hochschule für Elektrotechnik (HfE) Ilmenau. Nach seiner Promotion unter Josef Hampel begann er 1966 seine Lehr- und Forschungstätigkeit am Institut für Elektrochemie und Galvanotechnik der mittlerweile zur Technischen Hochschule (TH) Ilmenau erhobenen Lehreinrichtung. Ab 1971 war Cordt Schmidt Hochschuldozent für Elektrochemische Technik an der Sektion Elektrotechnik der TH Ilmenau. Parallel hierzu arbeitete er von 1971 bis 1974 beim VEB Galvanotechnik Leipzig (GTL) als Entwicklungsingenieur und war an der Entwicklung und technischen Einführung von Verfahren und Anlagen zur Produktion von Kupferfolie für die Leiterplattenindustrie beteiligt. Für diese Leistung erhielt das Entwicklungsteam den Nationalpreis der DDR II. Klasse.
Am 10. Mai 1985 habilitierte er mit einer Arbeit zum Thema „Analyse, Systematisierung und phänomenologische Beschreibung der Elektrokristallisation bei der elektrolytischen Abscheidung von Kupferfolien mit hohen Stromdichten“.
Neun Dissertationen sowie eine Reihe von Diplomarbeiten wurden unter seiner Leitung durchgeführt. Im September 1985 wurde Cordt Schmidt zum ordentlichen Professor für das Fachgebiet Automatisierung elektrotechnologischer Systeme an der Sektion Elektrotechnik der Technischen Hochschule Ilmenau berufen.
Nach der Emeritierung von Heinz Liebscher war Cordt Schmidt zwischen 1997 und 2000 mit der kommissarischen Leitung des Fachgebietes Elektrochemie und Galvanotechnik des Institutes für Werkstoffe der Fakultät Elektrotechnik und Informationstechnik betraut. Im Jahr 2000 wurde Cordt Schmidt emeritiert und übergab die Leitung an Christine Jakob.
Anerkennung fand Cordt Schmidt auch für seine Teleteaching-Vorlesungen im Thüringer Verbundstudiengang Werkstoffwissenschaft.

## Leistungen
Seine wissenschaftliche Arbeit führte zu der Erkenntnis, dass multiple Zwillingsbildung den Strukturtyp und damit die Eigenschaften der Kupferschichten bei der elektrolytischen Kupferabscheidung mit hoher Stromdichte bestimmt. Durch umfangreiche Versuchsreihen – auch an anderen Metallen – gelang es, die bis dahin von Hellmuth Fischer aufgestellte und allgemeingültige Lehrmeinung über den Zusammenhang von Überspannung und Kristallstruktur, besonders im Bereich der Zwillingsbildung, zu ergänzen und zu präzisieren.

## Werke
- Cordt Schmidt: Untersuchung über den Einfluss des Substrats auf die Entstehung innerer Spannungen erster Art in galvanischen Überzügen. Dissertation. Hrsg.: TH Ilmenau, Fakultät für Starkstromtechnik. Ilmenau 18. Mai 1966, DNB 481418598 (79 S., verteidigt am 20. September 1966).
- Cordt Schmidt: Analyse, Systematisierung und phänomenologische Beschreibung der Elektrokristallisation bei der elektrolytischen Abscheidung von Kupferfolien mit hohen Stromdichten. Habilitationsschrift. Hrsg.: TH Ilmenau. Ilmenau 1984, DNB 941905225 (143 S., gbv.de [PDF; abgerufen am 17. April 2017] verteidigt am 10. Mai 1985).
- Fertigungsverfahren der Gerätetechnik, Hrsg. von Franz Grünwald, - 1. Aufl. Berlin: Verlag Technik, 1980, 576 S.
- Cordt Schmidt, Sepp Braunsberger: Theoretische und experimentelle Untersuchungen zum Balastungsverhalten der einfachen Metallionen-Elektrode in Gleichgewichtsnähe am Beispiel der Silber-Silberionen-Elektrode. In: TH Ilmenau (Hrsg.): Wiss. Zeitschrift der TH Ilmenau. Band 26, Nr. 2. Ilmenau 1980, S. 119–135.
- Untersuchungen zur Ermittlung von Diffusionskoeffizienten konzentrierter schwefelsaurer Kupfersulfatelektrolyte mittels instationärer elektrochemischer Meßmethoden. In: TH Ilmenau (Hrsg.): Wiss. Zeitschrift der TH Ilmenau. Band 28, Nr. 6. Ilmenau 1982, S. 131–142.
- Zwillingsbildung bei der Kupferabscheidung mit hohen Stromdichten. In: TH Ilmenau (Hrsg.): Internat. Wiss. Kolloquium. IWK. Band 31, Nr. 2. Ilmenau 1986, S. 175–178.
- C. Schmidt, H. Schmidt, K. Andrä, U. Becher, J. Wolf, H. Löwe: Computer-assisted monitoring of galvanic baths. In: Metalloberfläche. Band 49, Nr. 4, 1995, S. 254–256 (englisch).
- Cordt Schmidt, Peter Kutzschbach, Frank Erler: Eine neue Dimension: Nanoskalige Partikel in galvanisch abgeschiedenen Nickelschichten. In: Gesellschaft für Lackiertechnik e.V. (Hrsg.): Metalloberfläche. Band 53, Nr. 6, 1999, S. 32–34, 37–39.
- Cordt Schmidt: Zum Gedenken an Professor Josef Hampel. In: TU Ilmenau (Hrsg.): Ilmenauer Uni Nachrichten. Band 42, Nr. 1, 1999, S. 16 (uni-jena.de [PDF; abgerufen am 26. April 2017]).

## Patentanmeldungen
- Verfahren zur Herstellung einer selbsttragenden Nickelfolie, Patentschrift DE 101 33 251.3, eingereicht am 9. Juli 2001, weiterer Erfinder Jürgen Hackert
- Verfahren zu kontinuierlichen Abscheidung eines nickelhaltigen Belages auf einer Matallfolie, Patentschrift WO 2002059397, eingereicht am 23. Januar 2001, weiterer Erfinder Jürgen Hackert
- Verfahren zur kontinuierlichen Erzeugung von Haftbelägene, Patentschrift DE 103 57 174.4, eingereicht am 6. Dezember 2003, weitere Erfinder Jürgen Hackert, Hans-Jürgen Ulrich
- Verfahren zur Erzeugung mechanisch strukturierbarer Kupferfolien, Patentschrift DE 102 55 702.0, eingereicht am 29. November 2002, weitere Erfinder Jürgen Hackert, Hans-Jürgen Ulrich
- Verfahren zur quantitativen Bestimmung der Disulfidkonzentration in sauren Kupfersulfatelektrolyten, Patentschrift DD 303 920 8, eingereicht am 18. Juni 1987, weitere Erfinder Holger Löwe, Helge Schmidt, Uwe Haag
- Verfahren zur elektrolytischen Metallabscheidung bei erzwungener Konvektion, Patentschrift DD 250 812 4, eingereicht am 11. Mai 1983, weitere Erfinder Heinz Liebscher, Peter Kutzschbach, Wolfgang Rempt, Rolf Nutsch, Klaus-Dieter Baum, Udo Schmidt, Frank Tätzner, Thomas Kauerauf
- Verfahren zur quantitativen Bestimmung der Konzentration von reversiblen Redoxsystemen in wäßrigen Medien, Patentschrift DD 312 130 7, eingereicht am 8. Januar 1988, weitere Erfinder Helge Schmidt, Holger Löwe, Gerd Kriebitzsch, Karin Mittag, Werner Bosse
- Verfahren zur quantitativen Bestimmung der Konzentration von Chloridionen in Redoxsysteme enthaltenden, sauren Kupfersulfatelektrolyten, Patentschrift DD 306 054 3, eingereicht am 14. August 1987, weitere Erfinder Helge Schmidt, Holger Löwe, Gerd Kriebitzsch, Thomas Mache
- Verfahren und Vorrichtung zur Erzeugung von wischfesten Haftbelägen auf Metallfolien, insbesondere auf Kupferfolien, Patentschrift DD 177 364 7, eingereicht am 22. März 1974, weitere Erfinder Heinz Fink, Heinz Liebscher, Günter Kähnert, Günter Wiezorek
- Verfahren zur Erzeugung von Mehrfach-Eisenschichten, Patentschrift DD 228 877 1, eingereicht am 2. April 1981, weitere Erfinder Heinz Liebscher, Hans-Joachim Schilling